# كورد اوفرستريت
كورد اوفرستريت (بالإنجليزية: Chord Overstreet) (و. 1989  م) هو ممثل تلفزي، وممثل أفلام، ومغن ومؤلف، وموسيقي، وممثل، ومغني، وعازف قيثارة، من الولايات المتحدة، ولد في ناشفيل، تينيسي.

## وصلات خارجية
- كورد اوفرستريت على موقع IMDb (الإنجليزية)
- كورد اوفرستريت على موقع ميتاكريتيك (الإنجليزية)
- كورد اوفرستريت على موقع روتن توميتوز (الإنجليزية)
- كورد اوفرستريت على موقع قاعدة بيانات الأفلام العربية
- كورد اوفرستريت على موقع ألو سيني (الفرنسية)
- كورد اوفرستريت على موقع ميوزك برينز (الإنجليزية)
- كورد اوفرستريت على موقع تيرنر كلاسيك موفيز (الإنجليزية)
- كورد اوفرستريت على موقع أول موفي (الإنجليزية)
- كورد اوفرستريت على موقع إن إن دي بي (الإنجليزية)
- كورد اوفرستريت على موقع أول ميوزيك (الإنجليزية)